# Šogunat Tokugawa
Šogunat Tokugawa (japanski 徳川幕府) ili Edo Bakufu (japanski 江戸幕府) (1600. – 1868.) odnosi se na razdoblje japanske povijesti kada je car bio samo de jure vladar Japana, a de facto tu dužnost obavljao je šogun iz obitelji Tokugawa. Sjedište vojne vlade (bakufu) bilo je u gradu Edo (današnji Tokio).
Šogun je ekvivalent diktatora, ali više u današnjem nego u antičkom smislu. Dinastija Tokugawa, koju je osnovao Tokugawa Ieyasu, dala je u 268 godina vladavine petnaest šoguna, od kojih se najboljim smatra Yoshimune Tokugawa, 8. po redu.